# Rasmus Ingemann
Rasmus Ingemann (født 4. april 1983) er en dansk fodboldspiller, der spiller for Brabrand IF.
Ingemann spiller forsvarer. Han har spillet for Hobro IK fra 2004 til 2016 og inden da spillet i NUGF Viborg og Viborg FF. 

## Karriere

### Hobro IK
Den 19. december 2012 skrev han under på en etårig forlængelse af sin kontrakt med Hobro IK, der i december 2013 igen blev forlænget frem til sommeren 2015. Ingeman var ansat på fuld tid i Hobro IK, da han også arbejdede i klubbens administration.
Den 5. december 2015 blev der offentliggjort, at Ingemann forlod klubben ved afslutningen af sæsonen for at opnå mere spilletid.

### Brabrand IF
Den 1. februar 2016 blev det offentliggjort, at Ingemann skiftede til Brabrand IF.